# Nachbar
Nachbar je priimek več znanih Slovencev:
- Boštjan Nachbar (*1980), košarkar